# Imagica (álbum)
Imagica es el primer álbum compilación de la banda The Birthday Massacre. El álbum recopila 11 canciones remasterizadas de demos titulados Imagica y fue lanzado el 22 de julio de 2016. 
Las canciones "Open Your Heart", "From Out of Nowhere" y "Dead" nunca habían sido dadas a conocer hasta este material.

## Lista de canciones
| N.º | Título                                         | Duración |  |
| 1.  | «Over»                                         | 4:03     |  |
| 2.  | «Remember Me»                                  | 4:59     |  |
| 3.  | «Under the Stairs»                             | 3:59     |  |
| 4.  | «The Birthday Massacre»                        | 3:35     |  |
| 5.  | «Nothing and Nowhere»                          | 4:16     |  |
| 6.  | «Queen of Hearts»                              | 3:42     |  |
| 7.  | «Night Time»                                   | 5:13     |  |
| 8.  | «Play Dead»                                    | 3:23     |  |
| 9.  | «Open Your Heart» (cover de Madonna)           | 3:46     |  |
| 10. | «From Out of Nowhere» (cover de Faith No More) | 3:14     |  |
| 11. | «Dead»                                         | 4:05     |  |

Notas
- Las versiones de estudio de "Over", "Under the Stairs" y "The Birthday Massacre" (renombrada "Happy Birthday") aparecen en el primer álbum de la banda Nothing and Nowhere.[2]
- Las versiones de estudio de "The Birthday Massacre" (renombrada "Happy Birthday") y "Play Dead" aparecen en el álbum Violet.[3]
- A studio version of "Remember Me" appears on the album, Walking with Strangers.[4]